# 鯨の声
『鯨の声』 Vox Balaenaeは、ジョージ・クラム作曲のフルート、チェロ、ピアノとクロタルのための室内楽作品。1971年作曲。この作品は、ザトウクジラの「歌」に基づいている
。
演奏に関して、作曲者は「3人の演奏者はそれぞれ、演奏の間ずっと、顔を半分だけ覆う黒いマスクを
つけるべきである。このマスクは、人間の要素を見えなくすることで、自然の非人間的で強力な力を象徴するだろう。必要とあれば、『鯨の声』は暗い青色のステージ・ライトのもとで演奏することも可能である。そうすれば、劇場的な効果はさらに増すだろう。」と指示している。

## 編成
フルート、チェロ、ピアノ、クロタル
フルート、チェロ、ピアノは電気的な増幅処理を施される。
チェロはスコルダトゥーラscordatura
に変える、
ピアノは内部奏法やハーモニクスを用いるなどの特殊効果が加えられている。
また、フルートは演奏と同時に演奏者が歌うよう指示されている箇所がある。

## 曲の構成
全体は3部に分かれている。

### 第1部
『ヴォカリーズ(時の始まりのための)』Vocalise(for the beginning of time)
主にフルート独奏によるイントロダクション。歌いながら同時に演奏をする部分が多い。曲の前半では、フルートの低音域が使用され、息を強く吹き込んで尺八のような効果を出している。終わり近くになって、ピアノの鋭い増4度上昇音型が2度演奏される。ピアノが入るまでのフルートの旋律はエキゾチックな音階を使っている。

### 第2部
『海の時代の変奏曲』Variations on Sea-Time
テーマとそれに続く5つの変奏。テーマと各変奏にはタイトルがつけられている。
- テーマ - 『海のテーマ』Sea-Thema テーマはチェロの弱音のハーモニクスで演奏される。ピアノの内部奏法が伴奏を務める。
- 第1変奏 - 『始生代』Archeozoic チェロのゆっくりとした特徴的なハーモニクスの下降グリッサンドが何度も現れる。
- 第2変奏 - 『原生代』Proterozoic チェロはシタール風の音楽を演奏する。フルーティストはフルートをくわえたままで奇妙な声を発声する。
- 第3変奏 - 『古生代』Paleozoic フルート、チェロ、ピアノのそれぞれのハーモニクスなど特殊効果が大部分である。
- 第4変奏 - 『中生代』Mesozoic ピアノの強奏で始まる。第3変奏までひどく静かだったが、この変奏は劇的である。
- 第5変奏 - 『新生代』Cenozoic 第4変奏を引きずって強奏で始まるが、第1部の後半が再現されて、次第に静かになっていく。クロタルはここと次の『海のノクターン』で使われる。

### 第3部
『海のノクターン(時の終わりのための)』Sea-Nocturne(for the end of time)
第2部の『海のテーマ』が再現された後、自由に展開されていく。最後に、簡潔に第3部の最初の部分が再現されて静かに終わる。

## 演奏時間
約20分

## 楽譜
ニューヨークのC.F.Petersより出版されている。